# Il cerchio dei pugnali
Il cerchio dei pugnali (Sensation im Wintergarten) è un film muto tedesco del 1929 diretto da Gennaro Righelli

## Produzione
Il film fu prodotto dalla Lothar Stark-Film.

## Distribuzione
Distribuito dalla Deutsche Lichtspiel-Syndikat (DLS), il film fu presentato in prima a Berlino l'8 settembre 1929 con il titolo originale Sensation im Wintergarten. In Austria, venne usato il titolo Sensation im Wintergarten - Arena des Todes. Il film venne distribuito in Portogallo il 16 giugno 1930, in Finlandia il 13 maggio 1934.